# Olmar
Olmar (Proteidae) är en familj av stjärtgroddjur.
Familjen delas in i två nu levande släkten, Proteus med en europeisk art, den europeiska olmen, och Necturus med fem nordamerikanska arter. I familjen ingår även tre utdöda släkten och fyra utdöda arter.
Familjen kännetecknas av att alla medlemmar är neotena, det vill säga de bibehåller larvkaraktärerna, inklusive gälarna, hela livet. De lever hela livet i vatten. Medlemmarna av släktet Necturus är pigmenterade, har ögon (om än små), och fyra tår på fötterna. Medlemmarna av det europeiska släktet Proteus, där den enda arten, den europeiska olmen är grottlevande, är opigmenterade, blinda, och har tre tår på framfötterna och två på bakfötterna. Det finns dock en underart av denna art, Proteus anguinus parkelj, som är pigmenterad och seende.
Till skillnad från de flesta groddjur, men i likhet med merparten av de nordeuropeiska stjärtgroddjuren, har olmarna inre befruktning; hanen deponerar en spermatofor nära honan, som denna tar upp med sin kloak. Familjen är gammal, den uppstod under tidig Jura för 190 miljoner år sedan, medan släktet Proteus avskilde sig från övriga olmar för 140 miljoner år sedan, under sen Jura.

## Släkten och arter[1]
- Necturus
  - Necturus alabamensis
  - Necturus beyeri
  - Necturus lewisi
  - Amerikansk olm (Necturus maculosus)
  - Necturus punctatus
- Proteus
  - Europeisk olm (Proteus anguinus)
  - Proteus bavaricus (utdöd)
- Mioproteus
  - Mioproteus caucasius (utdöd)
- Necturus
  - Necturus krausei (utdöd)
- Orthophyia
  - Orthophyia longa (utdöd)